# Mesochorus tenuiscapus
Mesochorus tenuiscapus är en stekelart som beskrevs av Thomson 1886. Mesochorus tenuiscapus ingår i släktet Mesochorus och familjen brokparasitsteklar. Arten är reproducerande i Sverige. Inga underarter finns listade i Catalogue of Life.